# Каменное (озеро, Карелия)
Ка́менное — российское пресноводное озеро на территории Костомукшского городского округа Республики Карелии.
Площадь озера — 95,5 км², площадь водосборного бассейна — 572 км². Озеро вытянуто с севера на юг. Берега в южной части низкие, заболоченные, в северной и центральной части — каменисто-песчаные, покрыты хвойным лесом. На озере 98 островов общей площадью около 10 км².
Высота над уровнем моря — 195,1 м.
В озеро впадают река Люттяйоки, несущая воды из озёр Люття и Хуккаярви, а также несколько небольших речек и ручьёв. Из озера вытекает река Каменная. Высшая водная растительность представлена тростником и осокой, ширина зарослей в заливах достигает 60 м. Грунты представлены илом, встречается озёрная руда.
В бассейн Каменного также входят озёра, с которыми Каменное соединяется ручьями и протоками:
- Варнанема
- Минозеро
- Каливо

В озере обитают ряпушка, сиг, щука, окунь, плотва, ёрш.
Озеро замерзает в ноябре, вскрывается ото льда в мае.